# Kakhaber Mzhavanadze
Kakhaber Mzhavanadze (Kobuleti, 2 ottobre 1978) è un ex calciatore georgiano, di ruolo difensore.

## Carriera

### Nazionale
Il 27 maggio 2004 esordisce in Nazionale contro Israele (0-1).

## Palmarès

### Club

#### Competizioni nazionali
- Coppa di Georgia: 1

Dinamo Batumi: 1997-1998
- Campionato russo: 1

Spartak Mosca: 2001
- Campionato azero: 1

Inter Baku: 2009-2010